# Liste der Kulturdenkmäler in Imsweiler
In der Liste der Kulturdenkmäler in Imsweiler sind alle Kulturdenkmäler der rheinland-pfälzischen Ortsgemeinde Imsweiler einschließlich des Ortsteils Felsbergerhof aufgeführt. Grundlage ist die Denkmalliste des Landes Rheinland-Pfalz (Stand: 27. November 2018).

## Denkmalzonen
| Bezeichnung                         | Lage                | Baujahr  | Beschreibung | Bild            |
| ----------------------------------- | ------------------- | -------- | --- | --------------- |
| Denkmalzone Flörsheimer Schlösschen | Schloßstraße 4 Lage | vor 1236 | Reste der Ringmauer der 1236 belegten Wasserburg, vom 1595 erbauten, im Dreißigjährigen Krieg zerstörten Wasserschloss Renaissance-Teile in der Hofanlage des 18. und 19. Jahrhunderts erhalten | Fotos hochladen |

## Einzeldenkmäler
| Bezeichnung                                     | Lage                                                | Baujahr                            | Beschreibung | Bild                           |
| ----------------------------------------------- | --------------------------------------------------- | ---------------------------------- | --- | ------------------------------ |
| Protestantischer Glockenturm                    | Alsenzstraße, gegenüber Nr. 29 Lage                 | 1877                               | Sandsteinquaderbau, bezeichnet 1877, Architekt Julius Huth, Kaiserslautern | weitere Bilder Fotos hochladen |
| Katholische Pfarrkirche St. Peter in den Ketten | Alsenzstraße 42 Lage                                | vor 1500                           | im Kern wohl romanischer, spätgotisch überformter Turm, Spitzhelm 1896; spätgotischer Chor, um 1500; Sakristei, bezeichnet 1526; dreischiffige neugotische Halle, 1896 ff.; gotische Ausstattung, Renaissance-Epitaph; sechs spätbarocke Epitaphien bzw. Fragmente, barockes Kruzifix, bezeichnet 1734; ortsbildprägend | weitere Bilder Fotos hochladen |
| Schulhaus                                       | Alsenzstraße 44 Lage                                | 1829                               | ehemaliges Schulhaus; klassizistischer Putzbau, 1829; ortsbildprägend | Fotos hochladen                |
| Wohnhaus                                        | Alsenzstraße 57 Lage                                | 1914–15                            | ehemalige Lehrerwohnungen, zweiflügeliger Walmdachbau, neuklassizistisch geprägter Heimatstil, bezeichnet 1914–15, Architekt Peter Seeberger, Rockenhausen | Fotos hochladen                |
| Brücke                                          | Alsenzstraße, gegenüber Nr. 70 Lage                 | zweite Hälfte des 19. Jahrhunderts | Brücke über die Alsenz, zweibogige Sandsteinquaderkonstruktion, wohl aus der zweiten Hälfte des 19. Jahrhunderts | BW                             |
| Dorfmühle                                       | Mühlweg 1 Lage                                      | 1832                               | spätklassizistisches Wohnhaus, bezeichnet 1832, Mühlentrakt bezeichnet 1889, Wirtschaftsgebäude und Backhaus 19. Jahrhundert, Pferdestall bezeichnet 1898, aufwändige Einfriedung | Fotos hochladen                |
| Portal                                          | Raiffeisenstraße, an Nr. 7 Lage                     | 1716                               | Portal, barockes Gewände, bezeichnet 1716 | BW                             |
| Hofanlage                                       | Schloßstraße 2 Lage                                 | zweite Hälfte des 18. Jahrhunderts | spätbarocker Dreiseithof; Krüppelwalmdachbau, teilweise Fachwerk (verputzt), wohl aus der zweiten Hälfte des 18. Jahrhunderts, Sandsteinquader-Scheune, Flügelbau, teilweise Fachwerk (Schuppen und Stallungen) | Fotos hochladen                |
| Villa                                           | Wintersbergerweg 13 Lage                            | 1900                               | repräsentative Villa, zweieinhalbgeschossiger Sandsteinquaderbau mit Krüppelwalmdach, Renaissance- und klassizistische Motive, 1900; mit Ausstattung | BW                             |
| Kriegerdenkmäler                                | westlich oberhalb des Ortes; Flur Auf der Kipp Lage | 1881 und nach 1930                 | Kriegerdenkmal 1870/71, Sandsteinobelisk, bezeichnet 1881; Kriegerdenkmal 1914/18, reliefierter Sandsteinquaderpfeiler, wohl nach 1930 | Fotos hochladen                |
| Bürgerhaus                                      | Felsbergerhof, Nr. 7a Lage                          | 1903                               | ehemaliges Schulhaus, heute Bürgerhaus; eingeschossiger neubarocker Sandsteinquaderbau, abgewalmtes Mansarddach, 1903, Architekt wohl Peter Arnold, Rockenhausen | BW                             |